# Secretaría de Acción Social de Paraguay
La Secretaría de Acción Social de Paraguay fue un organismo del poder ejecutivo paraguayo, encargado de articular las acciones del Estado, los partidos políticos y la sociedad civil, en torno a una política social dirigida fundamentalmente a combatir la pobreza y promover una mayor equidad social.
Este mandato lo realiza mediante la organización de planes, programas y proyectos sociales tendientes a la atención de las necesidades de la población en situación de pobreza y vulnerabilidad.
Tiene su sede central en avenida Mariscal López casi Coronel Pampliega, de la ciudad de Fernando de la Mora, Departamento Central.
El 15 de agosto de 2018 se creó el Ministerio de Desarrollo Social, organismo sucesor del SAS.

## Historia
La Secretaría de Acción Social (SAS), fue creada el 8 de junio de 1995, mediante Decreto del Poder Ejecutivo N.º 9235, en una coyuntura política y social en la que el Estado paraguayo requería de un organismo que se encargue de coordinar las acciones tendientes a la búsqueda del mejoramiento sustancial y progresivo de la calidad de vida de la población, fundamentalmente de los segmentos menos favorecidos y vulnerables, al tiempo de promover con las Gobernaciones, Municipios y organismos privados, la participación de asociaciones y grupos en las acciones encaminadas a atender su problemática y situación de carencia.
Las personas encargadas de administrar esta Secretaría durante los diferentes períodos de gobiernos fueron:
| N.º | Ministro-secretario    | Mandato              | Mandato              | Presidente            |
| --- | ---------------------- | -------------------- | -------------------- | --------------------- |
| 1   | Juan Alberto Borgognon | 8 de junio de 1995   | 3 de abril de 1996   | Juan Carlos Wasmosy   |
| 2   | Néstor Filártiga       | 8 de abril de 1996   | 6 de abril de 1999   | Juan Carlos Wasmosy   |
| 3   | Francisco Oviedo       | 6 de abril de 1999   | 12 de mayo de 1999   | Luis González Macchi  |
| 4   | Aurelio Varela         | 12 de mayo de 1999   | 15 de agosto de 2003 | Luis González Macchi  |
| 5   | Silvio Ovelar          | 15 de agosto de 2003 | 3 de agosto de 2004  | Nicanor Duarte Frutos |
| 6   | María Ester Jiménez    | 3 de agosto de 2004  | 3 de agosto de 2005  | Nicanor Duarte Frutos |
| 7   | Judith Andraschko      | 3 de agosto de 2005  | 15 de agosto de 2008 | Nicanor Duarte Frutos |
| 8   | Pablino Cáceres        | 15 de agosto de 2008 | 11 de enero de 2011  | Fernando Lugo         |
| 9   | Hugo Richer            | 11 de enero de 2011  | 25 de junio de 2012  | Fernando Lugo         |
| 10  | Víctor Raúl Rivarola   | 25 de junio de 2012  | 15 de agosto de 2013 | Federico Franco       |
| 11  | Héctor Cárdenas        | 15 de agosto de 2013 | 15 de agosto de 2018 | Horacio Cartes        |

Algunos de los primeros Programas Sociales gestionados por la SAS fueron el Programa Paraguayo de Inversiones Sociales (PROPAIS I), el Programa de Atención a Niños y Adolescentes Trabajadores de Calle (NATC) y el Programa de Formación de Gerentes Sociales dirigido por el Instituto Interamericano de Desarrollo Social (INDES). Otros importantes programas implementados a nivel nacional: el Programa Tekoporã, el Programa Abrazo (ambos diseñados en el 2005), Programa Paraguayo de Inversiones Sociales – PROPAIS II (2006) y el Fondo de Inversión Social - FIS (2007). 
Le correspondió coordinar el Plan Estratégico de Desarrollo Social (1996), la Estrategia Nacional de Reducción de la Pobreza y la Desigualdad - ENREPD (2001) y la Estrategia Nacional de Lucha Contra la Pobreza (2006).
Actualmente, se encuentran en vigencia y gestionados por la SAS, además del Programa Tekoporã de Transferencias Monetarias con Corresponsabilidad, el Programa Tekoha de regularización de asentamientos urbanos y suburbanos, Programa de Asistencia a Pescadores del Territorio Nacional, Programa Tenonderã de apoyo a la promoción e inclusión económica, y los Proyectos FOCEM Yporã de agua y saneamiento y Apoyo a Comedores de Organizaciones Comunitarias.
Las acciones de protección, promoción e inclusión económica que lleva adelante la SAS, alcanzan a más de 140.000 familias en situación de pobreza y vulnerabilidad, y abarcan 247 distritos en los 17 departamentos y en la capital del país.

## Aspiraciones estratégicas
El Plan Estratégico Institucional 2015-2018 establece las siguientes aspiraciones estratégicas:
Misión
“Liderar y coordinar las acciones de protección y promoción social del Estado a través de la implementación de programas y proyectos sociales, enfocadas a la población en situación de pobreza y pobreza extrema”.
Visión
"Somos la institución de referencia en Paraguay, en la gestión eficiente de acciones para la reducción de la pobreza”. 
Valores Institucionales
- Excelencia:
  - Nos esforzamos por la eficiencia, la eficacia y la calidad de los resultados para la ciudadanía a través de nuestro trabajo.
  - Buscamos mejorar continuamente nuestra gestión y aumentar nuestro impacto social.

- Integridad:
  - Somos éticos/as en todo lo que hacemos.
  - Somos honestos/as, transparentes y responsables.
  - Somos justos/as entre compañeros/as y con aquellos a los que servimos, y establecemos relaciones de confianza.

- Igualdad :
  - Fomentamos la igualdad de oportunidades en el acceso a nuestros Programas y Proyectos, y dentro de nuestra institución.
  - Valoramos nuestras diferencias y obtenemos fortalezas de la diversidad.
  - Valoramos a cada integrante de nuestro equipo, aprendemos de sus experiencias, y fomentamos su participación.

- Equidad:
  - Favorecemos a aquellos/as que necesitan más.
  - Priorizamos nuestros esfuerzos hacia las personas más excluidas y desprotegidas.
  - Procuramos reducir las brechas sociales en favor de los grupos menos aventajados.
  - Evitamos sacar ventajas de las necesidades de las personas y grupos desfavorecidos.

## Funciones
Entre las funciones que el Decreto de creación de la SAS N.º 9235 asigna a este organismo se encuentran:
- Promover un amplio consenso nacional que posibilite una acción conjunta del Estado, los partidos políticos y la sociedad civil, en torno a una política social que jerarquice las acciones destinadas a combatir la pobreza y promover una mayor equidad social.
- Identificar instituciones públicas y privadas involucradas en la administración de problemas sociales y elaborar el relevamiento de los programas que son ejecutados por cada una de las instituciones identificadas, a fin de coordinar la ejecución de los mismos.
- Identificar, coordinar, administrar y supervisar planes, programas, proyectos y actividades, que sean expresión de las políticas sociales y de la priorización del combate a la pobreza a través de entes públicos y privados, mediante convenios interinstitucionales de traspaso de fondos enmarcados en las normas jurídicas correspondientes.
- Promover la coordinación entre las instituciones públicas del sector social y propiciar el establecimiento de una política social con carácter nacional.
- Propiciar y convenir mecanismos de coordinación y cooperación recíproca con las gobernaciones y municipalidades.
- Identificar y negociar fuentes de recursos complementarios para financiar el gasto social.

## Programa Tekoporã
Es ejecutado por la SAS desde el año 2005, y tiene por objetivo “mejorar la calidad de vida de la población en situación de pobreza y vulnerabilidad, facilitando el ejercicio del derecho a alimentación, salud y educación, mediante el aumento del uso de servicios básicos y el fortalecimiento de las redes sociales, con el fin de cortar la transmisión intergeneracional de la pobreza”.
El mecanismo utilizado para seleccionar a los participantes es el siguiente:
- Se utiliza referencialmente el Índice de Priorización Geográfica (IPG) 2005, a los efectos de identificar y priorizar geográficamente los distritos más pobres, sin restricción para emplear otros métodos de focalización según necesidades prioritarias de intervención o situaciones de emergencias.
- Una vez seleccionado el distrito e iniciado el contacto con el gobierno local, se recogen los datos de las familias por medio de la Ficha de Selección de Familias Participantes, y luego de su procesamiento se aplica el algoritmo del Índice de Calidad de Vida (ICV), el Programa atiende a los hogares del Estrato I "muy baja calidad de vida" y del Estrato II "baja calidad de vida".
- Posterior a ello, se realiza un filtro con criterios de elegibilidad, priorizando a familias con presencia de: Niños, niñas y adolescentes de 0 a 18 años, mujeres embarazadas, personas con discapacidad severa, adultos mayores e indígenas.
- La lista resultante, es validada por la Mesa de Participación Comunitaria.

El Programa contempla las Transferencias Monetarias con Corresponsabilidad (TMC), y el acompañamiento socio-familiar por parte de técnicos sociales denominados “Guías Familiares”, quienes se encargan de visitar los hogares para verificar el cumplimiento de las corresponsabilidades por parte de las familias, brindar orientaciones vinculadas preferentemente al mejoramiento del hábitat familiar, hábitos de higiene y asesorar sobre acciones para mejorar la calidad de los alimentos y la salud.
En el año 2014, el proceso de pagos del Programa Tekoporã obtuvo la Certificación Internacional de Calidad ISO 9001:2008 que otorga SGS Paraguay (con acreditación UKAS), constituyéndose en el primer programa social implementado por el Gobierno de Paraguay, en obtener esta certificación internacional. Este hecho sitúa al Paraguay como ejemplo en el MERCOSUR, por ser también el primer programa social en esta parte de la región en recibir una Certificación de Calidad Internacional ISO 9001:2008. Esta certificación ha sido confirmada en los años 2015 y 2016.
En cuanto a los participantes, a finales de 2016 Tekoporã ha logrado alcanzar la cobertura de 140.000 familias en situación de pobreza y vulnerabilidad.

## Programa Tekoha
Inicia sus acciones en el año 2009 con el objetivo de “desarrollar y apoyar a los asentamientos o núcleos poblacionales urbanos o sub urbanos, para mejorar la calidad de vida de familias en situación de pobreza y pobreza extrema, por medio del mejoramiento de su hábitat y facilitando el acceso a los servicios públicos básicos en condiciones medioambientales favorables”. 
La SAS denomina Territorios Sociales a todos los asentamientos regularizados y a regularizar, y prioriza a aquellos que ya se encuentran en situación de ocupación, con la intención de otorgar seguridad jurídica a la tenencia de la tierra.
El programa va dirigido a grupos familiares en situación de pobreza que no cuenten con viviendas o propiedades registradas a nombre de los responsables, y prioriza a aquellas que tienen entre sus miembros a: mujeres jefas de hogar con responsabilidad familiar sobre niños y adolescentes (0 a 18 años), personas con discapacidad, enfermedades crónicas o adultos mayores.
Respecto a los mecanismos de selección de participantes, Tekoha interviene sobre la base de demanda:
- Recibe solicitudes de regularización de asentamientos por parte de organizaciones vecinales o de familias particulares que requieren un lote.
- A las familias solicitantes se aplica un pre-censo a través de la Ficha Hogar, con lo cual pasan a formar parte de un Registro de Participantes.
- Se efectúa el proceso de regularización del Territorio Social y la firma de contrato de compraventa entre la SAS y la familia censada.
- El proceso culmina con la titulación definitiva del inmueble a nombre de la familia participante.

A mayo de 2017, el Programa Tekoha cuenta con más de 23.000 familias participantes con contratos de compraventa de inmuebles firmados.

## Programa de Asistencia a Pescadores del Territorio Nacional
Es ejecutado a partir del año 2007 y tiene por objetivo “garantizar la subsistencia, de las personas y familias en situación de pobreza o extrema pobreza dedicadas a la pesca, durante el período de veda pesquera y propiciar la inclusión gradual de las mismas en los procesos de desarrollo económico”.
Tiene como población objetivo a las familias que se encuentren en situación de pobreza o extrema pobreza, para cuyo efecto el titular debe acreditar que su única tarea cotidiana es la proveniente de la extracción de especies ictícolas en ríos y arroyos del país.
El mecanismo utilizado para la selección de los participantes es el siguiente:
- La Secretaría del Ambiente, quien según Ley 3.556/2008 tiene a su cargo organizar y llevar el Registro Nacional de Pescadores, provee a la SAS, con 60 días de anticipación a la veda pesquera, la lista de pescadores/as comerciales registrados/as. Esta lista, remitida por la SEAM, constituye la base para la elaboración de la Lista de los/as titulares finales..
- A efectos de la depuración de la nómina remitida por la SEAM, la Dirección del Programa de Asistencia a Pescadores del Territorio Nacional verifica las listas, pudiendo solicitar información sobre las personas registradas a otros entes públicos de tal forma a verificar que las personas registradas cumplan con los requisitos establecidos y excluir a aquellas que no correspondan.
- Con la aplicación del censo se obtiene el perfil de los grupos familiares y otras informaciones adicionales.
- Los/as pescadores/ras que reúnan los requisitos exigidos en el Decreto, una vez aplicados los controles previos, pasarán a formar parte de la Lista de Pescadores Habilitados para el Cobro del Subsidio por Veda Pesquera, correspondiente al Ejercicio Fiscal.

En la veda pesquera 2016, 3.679 pescadores y pescadoras en situación de pobreza recibieron el subsidio.

## Programa Tenonderã
Emprende sus acciones en el año 2014, su objetivo general es el de “ promover la inclusión socioeconómica de las familias en situación de pobreza y vulnerabilidad, preferentemente del programa Tekoporã; a través del desarrollo de capacidades y el incremento de activos productivos y financieros" 
Su población objetivo está constituida preferentemente por familias que se encuentran en los últimos años de permanencia en el Programa Tekoporã, y otras en situación de pobreza y vulnerabilidad.
Como mecanismo de selección de participantes, realiza una focalización geográfica a partir de la lista de participantes del Programa Tekoporã (cuota número 36 en adelante) y a veces otras familias en condición de pobreza y vulnerabilidad según criterios prioritarios de intervención.
Las familias reciben un monto de dinero denominado “capital semilla”, destinado a la inversión en sus actividades productivas, al mismo tiempo cuentan con el acompañamiento de Gestores Empresariales que las asesoran en la elaboración del plan de negocios y en el proceso de comercialización de sus productos.
Más de 12.000 familias han recibido la asistencia financiera para emprendimientos productivos desde 2014 a mayo de 2017.